# 大德爾塔 (阿拉斯加州)
大德爾塔（英語：Big Delta）是位於美國阿拉斯加州東南費爾班克斯人口普查區的一個非建制地區和人口普查指定地區。根據2010年美國人口普查，該地人口為591人，而該地的面積約為158.30平方千米。

## 地理
大德爾塔的座標為64°08′50″N 145°48′06″W / 64.14722°N 145.80167°W，而該地的平均海拔高度為303米（即994英尺）。